# Шангшунгский язык
Шангшунгский (жанг-жунг; тиб. ཞང་ཞུང་, Вайли: zhang zhung) — вымерший сино-тибетский язык, на котором говорили в государстве Шангшунг, расположившимся на юго-западе Тибета. Он известен по тексту «Пещера сокровищ» (тиб. མཛོད་ཕུག་, Вайли: mdzod phug) и по нескольким другим, более коротким текстам, которые написаны на двух языках: шангшунгском и тибетском.
Небольшое количество документов на шангшунгском, сохранившееся в Дуньхуане, содержит надписи на нерасшифрованном языке, условно называемом древнешангшунгским, однако такая классификация предварительна и по этому поводу до сих пор ведутся споры.

## «Пещера сокровищ»

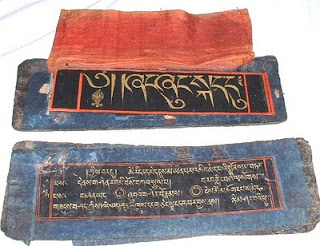
Надпись на шангшунгском языке

«Пещера сокровищ» — терма, найденная Щенчхеном Луга (тиб. གཤེན་ཆེན་ཀླུ་དགའ་, Вайли: gshen chen klu dga') в начале XI века. Исследователь Мартин Дан подчёркивает важность найденного документа для изучения языка:

Для изучающих тибетскую культуру в целом, «Пещера сокровищ» — наиболее интересный документ среди всех Священных Писаний в боне, поскольку это единственная крупная работа на двух языках, шангшунгском и тибетском.Оригинальный текст (англ.)For students of Tibetan culture in general, the mDzod phug is one of the most intriguing of all Bön scriptures, since it is the only lengthy bilingual work in Zhang-zhung and Tibetan.

## Отношения с другими языками
Лингвист Дэвид Брэдли сообщает, что шангшунгский признан канаурским или западно-гималайским языком. Французский лингвист Жак Гийом опровергает ранние теории о том, что шангшунгский произошёл из восточного Тибета, заявив, что шангшунгский не относится к цянским языкам.
Исследователь Мануэль Вайдмер заявляет, что шангшунгский относится к восточной ветви западно-гималайских языков. Как доказательство, он привёл список когнатов в шангшунгском и празападногималайском (ПЗГ):
| Перевод             | Шангшунгский | ПЗГ           |
| ------------------- | ------------ | ------------- |
| ячмень              | zad          | *zat          |
| синий               | ting         | *tiŋ-         |
| диминутивный аффикс | -tse         | *-tse ~ *-tsi |
| ухо                 | ra tse       | *re           |
| толстый             | tsʰas        | *tsʰos        |
| девушка             | tsa med      | *tsamet       |
| бог                 | sad          | *sat          |
| золото (?)          | zang         | *zaŋ          |
| сердце              | she          | *ɕe           |
| старый              | shang ze     | *ɕ(j)aŋ       |
| красный             | mang         | *maŋ          |
| белый               | shi nom      | *ɕi           |

## Письменность
Известно как минимум пять разных письменностей, использованных для записей на шангшунгском языке:
- марчхен (тиб. སྨར་ཆེན་, Вайли: smar chen)[8]
- марчхунг (тиб. སྨར་ཆུང་, Вайли: smar chung)
- пунгчхен (тиб. སྤུངས་ཆེན་, Вайли: spungs chen)
- пунгчхунг (тиб. སྤུངས་ཆུང་, Вайли: spungs chung)
- друща (тиб. བྲུ་ཤ་, Вайли: bru sha)

Тем не менее, скорее всего эти письменности не использовались широко в повседневной жизни, поскольку встречаются лишь в Священных Писаниях. Один сохранившийся документ, печать, первоначально хранившаяся в монастыре Цупу, была написана письменностью марчхен.

## Древнешангшунгский язык
Филолог и тибетолог Фредерик Уильям Томас предположил, что три нерасшифрованных документа из Даньхуана, написанные тибетским письмом, написаны на более древней форме шангшунгского языка. Эту идею поддержал японский исследователь Такэути Цугухито (яп. 武内紹人). Он назвал этот язык «древне-шангшунгским» и добавил ещё два нерасшифрованных документа. Однако Дэвид Снеллгроув и Дэн Мартин опровергли предположение Фредерика Томаса о том, что язык этих документов является вариантом шангшунгского языка.
Два документа находятся в архиве Британской библиотеки, три — Национальной библиотеке Франции. В каждом случае текст написан на оборотной стороне свитка, содержащего более ранний китайский буддийский текст. Тексты датируются концом VIII — началом IX века. Исследователи Такэути и Нисида заявили, что частично расшифровали тексты. Они сообщили, что документы содержат медицинские тексты.